# Pain Is Love
Pain Is Love é o terceiro álbum de estúdio do rapper norte-americano, lançado mundialmente em 2 de Outubro de 2001 pelas editoras discográficas Murder Inc. e Def Jam Recordings.

## Alinhamento de faixas
1. "Pain Is Love" (skit)
2. "Dial M for Murder"
3. "Livin' It Up" (com participação de Case)
4. "The INC." {{pequeno|(com participação de Cadillac Tah, Black Child & Ashanti)
5. "Always on Time" (com participação de Ashanti)
6. "Down Ass Bitch" (com participação de Charli Baltimore)
7. "Never Again"
8. "Worldwide Gangsta" (com participação de Cadillac Tah, Black Child, Boo & Gotti)
9. "Leo" (skit)
10. "I'm Real (Murder Remix)" (com participação de Jennifer Lopez)
11. "Smokin' & Ridin'" (com participação de Jodie Mack & O-1)
12. "X" (com participação de Missy Elliott & Tweet)
13. "Big Remo" (skit)
14. "Lost Little Girl"
15. "So Much Pain"
16. "Pain Is Love"

## Desempenho nas tabelas musicais
| País — Tabela musical (2001)                                | Melhor posição |
| ----------------------------------------------------------- | -------------- |
| Austrália — ARIA Charts                                     | 6              |
| Canadá — Canadian Albums Chart                              | 3              |
| Estados Unidos — Billboard 200                              | 1              |
| Estados Unidos — Top R&B/Hip-Hop Albums (Billboard)         | 1              |
| Reino Unido — UK Albums Chart (The Official Charts Company) | 3              |